# Gui Ier de Montlhéry
Pour les articles homonymes, voir Gui Ier.
Guy Ier est un seigneur de Montlhéry né vers 1031 et mort en 1095. Il est considéré comme fils de Thibaud de Montlhéry d'après la Continuation d'Aimon, mais ce texte écrit plus de 175 ans après les faits contient de nombreuses approximations. Des ouvrages sérieux le donnent comme fils de Milon Ier de Chevreuse. Thibaud File Étoupe de Montlhéry et de Bray serait alors son grand-père (à priori maternel : chronologiquement, l'introduction d'une génération supplémentaire semble effectivement plus cohérente).
Il fonde le prieuré de Longpont(-sur-Orge, Essonne) en 1061.
Il épouse Hodierne de Gometz, sœur de Guillaume de Gometz, seigneur de Gometz. Ils ont pour enfants :
- Milon Ier le Grand, seigneur de Montlhéry ;
- Mélissente/Mélis(s)ende de Montlhéry, mariée à Hugues (†1118), comte de Rethel ;
- Élisabeth de Montlhéry, mariée à Josselin, seigneur de Courtenay[4] ;
- Gui Ier le Rouge (†1108), seigneur de Rochefort ;
- Mélissent de Montlhéry, dite la Jeune, mariée à Pons Ier de Traînel[5] ;
- Béatrice de Montlhéry, mariée à Hervé Ier de Gallardon († 1092) ; (puis au sénéchal Anseau de Garlande (1069 - † vers 1118) ?, à moins que ce ne soit sa nièce Béatrice, fille de Guy le Rouge, qui soit plutôt la femme d'Anseau) ;
- Hodierne de Montlhéry, mariée à Gauthier de Saint-Valéry ;
- Alix de Montlhéry (1040 † 1097), mariée à Hugues Ier Blavons (1035 - †1094), seigneur du Puiset.

Il meurt l'année où Urbain II lance son appel pour la croisade ; plusieurs de ses fils et petits-fils s'illustrent en Terre sainte.